# Khánh Hưng, Cà Mau
Khánh Hưng là một xã thuộc tỉnh Cà Mau, Việt Nam.

## Địa lý
Xã Khánh Hưng có vị trí địa lý:
- Phía đông giáp xã Trần Văn Thời
- Phía tây giáp Vịnh Thái Lan
- Phía nam giáp Sông Đốc và xã Trần Văn Thời
- Phía bắc giáp xã Đá Bạc.

Xã Khánh Hưng có diện tích 129,6 km², dân số năm 2024 là 41.212 người, mật độ dân số đạt 317 người/km².

## Lịch sử
Ngày 25 tháng 7 năm 1979, Hội đồng Chính phủ ban hành Quyết định số 275-CP về việc:
- Chia xã Khánh Hưng A thành 5 xã: Khánh Dân, Khánh Hải, Khánh Hiệp, Khánh Hòa, Khánh Hưng.
- Thành lập xã Khánh Dũng trên cơ sở một phần của xã Trần Hội.

Ngày 14 tháng 2 năm 1987, Hội đồng Bộ trưởng ban hành Quyết định số 33B-HĐBT về việc sáp nhập xã Khánh Dũng vào xã Khánh Hưng.
Xã Khánh Hưng có 2.932 hécta đất và 7.466 nhân khẩu.
Ngày 2 tháng 2 năm 1991, Ban Tổ chức – Cán bộ của Chính phủ ban hành Quyết định số 51/QĐ-TCCP về việc:
- Sáp nhập xã Khánh Dân vào xã Khánh Hưng.
- Sáp nhập xã Khánh Hòa vào xã Khánh Hải.

Ngày 6 tháng 11 năm 1996, Quốc hội ban hành Nghị quyết về việc chia tỉnh Minh Hải thành tỉnh Bạc Liêu và tỉnh Cà Mau. Khi đó, xã Khánh Hải và xã Khánh Hưng thuộc huyện Trần Văn Thời, tỉnh Cà Mau.
Tính đến ngày 31/12/2024:
- Xã Khánh Hải có 11 ấp: Bãi Ghe, Chủ Mía, Đường Ranh, Kênh Giữa, Kênh Mới, Khánh Hưng A, Liên Hoà, Lung Tràm, Trùm Thuật, Trùm Thuật A, Trùm Thuật B.
- Xã Khánh Hưng có 15 ấp: Bình Minh 2, Công Nghiệp A, Công Nghiệp B, Công Nghiệp C, Kinh Đứng A, Kinh Đứng B, Kinh Hảng A, Kinh Hảng B, Kinh Hảng C, Nhà Máy A, Nhà Máy B, Nhà Máy C, Rạch Lùm A, Rạch Lùm B, Rạch Lùm C.

Ngày 12 tháng 6 năm 2025, Quốc hội ban hành Nghị quyết số 202/2025/QH15 về việc sắp xếp đơn vị hành chính cấp tỉnh (nghị quyết có hiệu lực từ ngày 12 tháng 6 năm 2025). Theo đó, sáp nhập tỉnh Bạc Liêu vào tỉnh Cà Mau.
Ngày 16 tháng 6 năm 2025, Ủy ban Thường vụ Quốc hội ban hành Nghị quyết số 1655/NQ-UBTVQH15 về việc sắp xếp các đơn vị hành chính cấp xã của tỉnh Cà Mau năm 2025 (nghị quyết có hiệu lực từ ngày 16 tháng 6 năm 2025). Theo đó, sáp nhập toàn bộ 62,9 km² diện tích tự nhiên, quy mô dân số là 16.832 người của xã Khánh Hải thuộc huyện Trần Văn Thời vào toàn bộ 66,7 km² diện tích tự nhiên, quy mô dân số là 24.380 người của xã Khánh Hưng thuộc huyện Trần Văn Thời.
Xã Khánh Hưng có 129,6 km² diện tích tự nhiên và quy mô dân số là 41.212 người.

## Kinh tế
Cũng như các khu vực khác ở Cà Mau, xã này có địa hình chủ yếu là kênh rạch chằng chịt, nước lợ. Giao thông thủy thịnh hành. Ngành nghề chủ yếu là đánh bắt thủy hải sản và nuôi trồng thủy sản nước lợ như: cua, tôm sú, tôm càng xanh,...

## Danh nhân
- Bác Ba Phi: Tên thật là Nguyễn Long Phi (1884–1964). Ông là nghệ nhân văn hóa dân gian, được biết đến qua các câu chuyện tiếu lâm mang tên ông, truyện Bác Ba Phi. Cuộc đời và những câu chuyện của ông gắn liền với vùng đất thuộc xã Khánh Hải cũ. Những địa danh thường được nhắc đến như: Lung Tràm, Kênh Ngang, Rạch Lùm, Ông Đốc,...

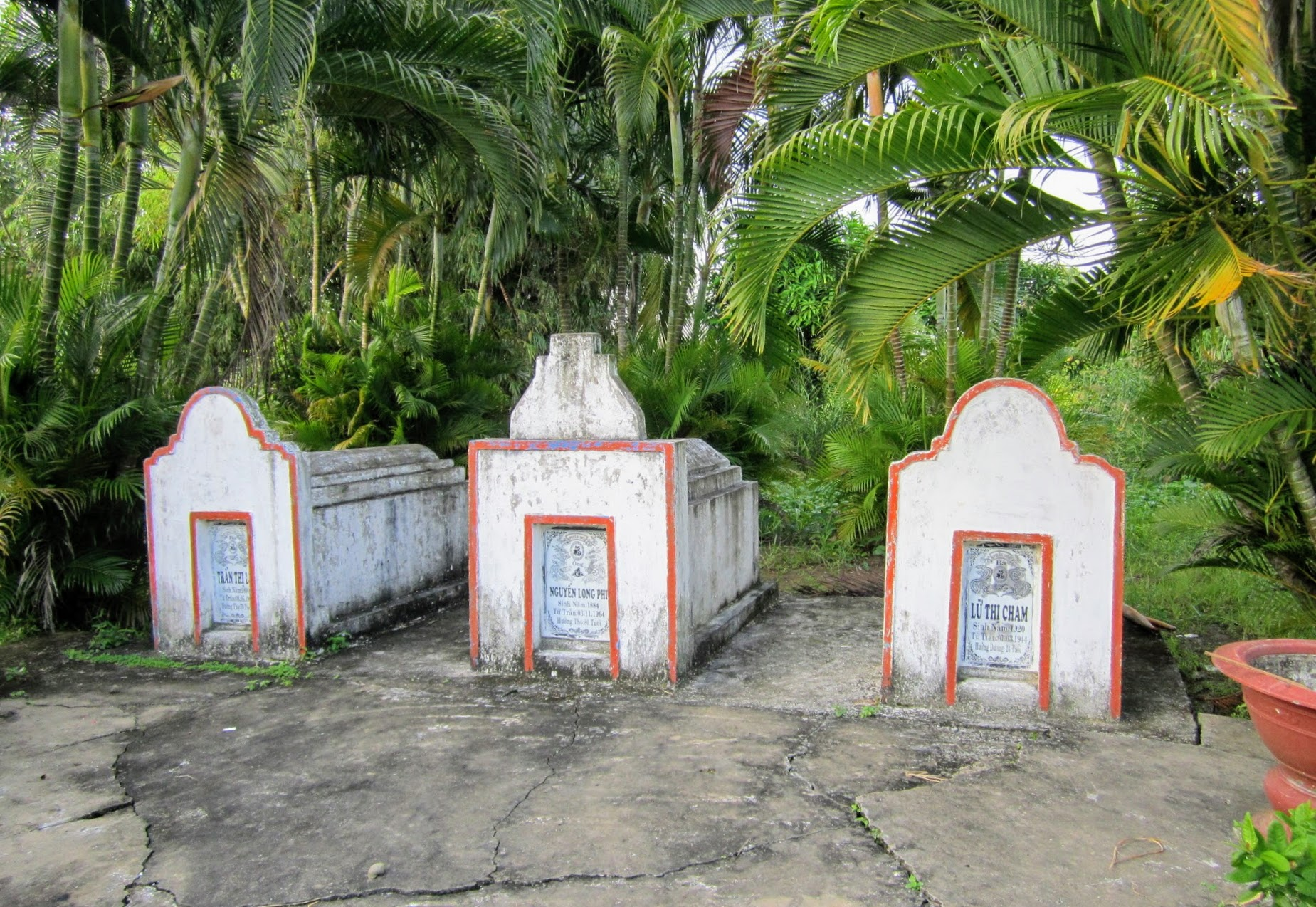
Mộ Bác Ba Phi cùng hai người vợ

Bác Ba Phi qua đời tại rừng U Minh Hạ, nay là ấp Lung Tràm, xã Khánh Hải, huyện Trần Văn Thời, tỉnh Cà Mau. Hiện nay, khu nhà và mộ phần của ông được đề xuất xây dựng thành khu lưu niệm và du lịch văn hóa của tỉnh Cà Mau.
- Nguyễn Phương Nam: sinh ngày 1 tháng 2 năm 1957 tại xã Khánh Hòa (nay là xã Khánh Hải), huyện Trần Văn Thời, tỉnh Cà Mau. Ông là một sĩ quan cấp cao trong Quân đội Nhân dân Việt Nam, hàm Thượng tướng. Hiện ông Nguyễn Phương Nam là Ủy viên Ban Chấp Trung ương Đảng Cộng sản Việt Nam khóa XI, XII[9], Ủy viên Quân ủy Trung ương, Phó Tổng Tham mưu trưởng, nguyên Tư lệnh Quân khu 9.